# Calames
Calames (llatí Calamae, grec Καλάμαι) fou una ciutat de Messènia prop de Limnes i de la frontera de Lacònia. Correspon a la moderna Kalámi, a no molta distància de Calamata, amb la qual de vegades s'ha confós.